# 조지 타인
조지 타인(George Tyne, 1917년 2월 6일 ~ 2008년 3월 7일)은 미국의 배우, 연극 배우이다.
필라델피아에서 태어났으며 로스앤젤레스에서 사망하였다.

## 영화
- 로맨틱 코미디 (1983년)
- 사랑의 유람선 (1977년)
- 미스터 리코 (1975년)
- 매쉬 - 시리즈 (1972년)
- 말로우 (1969년)
- 개구쟁이 6남매 (1969년)
- 내일을 향해 달려라 (1969년)
- 비밀지령 (1968년)
- 보스톤 교살자 (1968년)
- 낫 위드 마이 와이프 유 돈 (1966년)
- 호간의 영웅들 (1965년)
- 도망자 (1963년)
- 반역 (1951년)
- 사이드 스트리트 (1950년)
- 레드 포니 (1949년)
- 유황도의 모래 (1949년)
- 콜 노스사이드 777 (1948년)
- 워크 인 더 선 (1945년) - Pvt. 프리드만 역
- 오브젝티브 버마 (1945년)
- 포 질스 인 어 지프 (1944년)

## 같이 보기
- 매카시즘